# 蘭嶼芭蕉
蘭嶼芭蕉（学名：Musa insularimontana）为芭蕉科芭蕉屬下的一个种。

## 扩展阅读
- 維基物種上的相關：蘭嶼芭蕉